# Мотальна машина
Мота́льна маши́на — машина, що перемотує пряжу (і нитки) на котушку, шпулю, бобіну або іншу паковку, форма якої зручна для виконання наступних виробничих операцій. До того ж при перемотуванні пряжа очищається від дрібного сміття, ліквідуються потовщення та інші дефекти. В мотальній машині є веретено з паковкою, на яку мотальний барабанчик намотує пряжу. Мотальну машину застосовують у ткацькому, трикотажному і скручувальному виробництвах.